# وزارة الصناعة والتجارة (روسيا)
وزارة الصناعة والتجارة (Министерство промышленности и торговли Российской Федерации) هي الوزارة المسئولة عن الصناعة والتجارة في روسيا الاتحادية.

## وصلات خارجية
- وزارة الصناعة والتجارة (بالروسية)/(بالإنجليزية)/()
- وزارة الصناعة والتجارة (بالعربية) (Old website)